# نوفا تيمبوتوا
نوفا تمبوتوا بلدية في ولاية بارا في المنطقة الشمالية من البرازيل.